# Domoraz
Domoraz település Csehországban, a Klatovyi járásban. Domoraz Čímice, Soběšice, Žihobce, Žichovice, Bukovník, Frymburk és Nezamyslice településekkel határos. Lakosainak száma 55 fő (2024. január 1.).

## Népesség
A település lakosságának változását az alábbi diagram mutatja:
| Lakosok száma | 237  | 284  | 284  | 190  | 109  | 72   | 52   | 54   | 54   | 55   |
|               | 1869 | 1890 | 1921 | 1950 | 1980 | 2001 | 2017 | 2019 | 2022 | 2024 |